# Вудли, Зак
Закхария Винсон Зак Вудли (англ. Zachhary Vinson «Zach» Woodlee: род. 27 апреля 1977 года) — американский танцор и хореограф. Главный хореограф и сопродюсер телесериала «Хор».

## Биография
Закхария Винсон Вудли родился 27 апреля 1977 года в городе Мескит, штат Техас. У него есть три брата — Мэтт, Бью и Слейд, которые также занимаются танцами. Большую часть жизни провёл в танцевальной студии своей матери, Вики Вудли. Окончил «Poteet High School» в 1995 году. За него проголосовали, как за «Самого популярного парня», прозвав Зака «мистером Потитом». Поступил в Университет Северного Техаса, но вскоре уехал в Лос-Анджелес, чтобы посвятить себя танцам. Там он поступил в «Performing Arts Academy», получив полную стипендию — по контракту он не мог участвовать в сторонних проектах во время срока действия стипендии.

## Карьера
В 12 лет впервые появился в рекламе «Pop Rocks». После этого работал в студии Ким Доусон в Далласе и выиграл соревнование штата UIL и сыграл Дэйви в школьной постановке. Также несколько раз появился в рекламных роликах «Old Navy», «Exxon», «Sony» и «Abracat.com». Агент Вудли в Лос-Анджелес постоянно находил Заку работу — он участвовал в турне таких исполнительниц, как Мадонна, Лиэнн Раймс и Менди Мур. Появился в клипах «Pinch Me» группы Barenaked Ladies и «Boom Boom» исполнителя Chayanne.
Сейчас Зак является главным хореографом и сопродюсером телесериала «Хор», а также один из судей и постановщиков проекта «The Glee Project». Занимается освоением актёрского ремесла.

## Фильмография

### Актёр
| Актёр | Актёр                                      | Актёр                           | Актёр                         | Актёр                                 |
| Год   | Название                                   | В оригинале                     | Роль                          | Примечания                            |
| ----- | ------------------------------------------ | ------------------------------- | ----------------------------- | ------------------------------------- |
| 2001  | «Баффи — истребительница вампиров»         | Buffy The Vampire Slayer        | Танцующий демон               |                                       |
| 2001  | «Недетское кино»                           | Not Another Teen Movie          | Танцор                        |                                       |
| 2002  | «Милашка»                                  | The Sweetest Thing              | Танцор в клубе                |                                       |
| 2003  | «От Джастина для Келли»                    | From Justin To Kelly            | Танцор                        |                                       |
| 2003  | «Застрял в тебе»                           | Stuck On You                    | Танцор № 1                    | в титрах указан, как Захари В. Вудман |
| 2003  | «Ангелы Чарли: Только вперёд»              | Charlie's Angels: Full Throttle | Танцор на встрече выпускников |                                       |
| 2004  | «Добейся успеха вновь»                     | Bring It On Again               | Чирлидер                      |                                       |
| 2005  | «Мадонна. Я хочу открыть вам свои секреты» | I'm Going To Tell You A Secret  | Играет самого себя            |                                       |
| 2011  | «The Glee Project»                         | The Glee Project                | Играет самого себя            | сезон 1                               |
| 2011  | «Старые клячи по-американски»              | These Old Broads                | Танцор                        |                                       |
| 2011  | «Хор: Живой концерт в 3D»                  | Glee: The 3D Concert Movie      | Играет самого себя            |                                       |
| 2012  | «The Glee Project»                         | The Glee Project                | Играет самого себя            | сезон 2                               |

Также снялся в ситкоме «Никки».

### Хореография
| 2006      | Шаг вперёд               | Step Up               |
| 2007      | Лак для волос            | Hairspray             |
| 2008      | 27 свадеб                | 27 Dresses            |
| 2008      | Сказки на ночь           | Bedtime Stories       |
| 2008      | Элай Стоун               | Eli Stone             |
| 2009      | Зажги этим летом!        | Fired Up              |
| 2009—2013 | Хор                      | Glee                  |
| 2010      | Как я встретил вашу маму | How I Met Your Mother |
| 2010      | Звёздная болезнь         | StarStruck            |
| 2010      | Жизнь, как она есть      | Life As We Know It    |
| 2010      | План Б                   | The Back-Up Plan      |
| 2010      | Ешь, молись, люби        | Eat, Pray, Love       |
| 2011      | Живая сталь              | Real Steel            |